# Famous Fantastic Mysteries
Famous Fantastic Mysteries est un magazine pulp de science-fiction et de fantasy américain publié entre 1939 et 1953, édité par Marie Gnaedinger.

## Les Meilleurs récits deFamous Fantastic Mysteries
L'anthologie Les Meilleurs récits de Famous Fantastic Mysteries est publiée en 1977.
Elle contient les nouvelles suivantes  :

### Introduction
Introduction de Jacques Sadoul : pages 5 à 7.

### Les Ténèbres et l'Aurore
- Titre original : The Vacant World], de la trilogie « Darkness and Dawn ».
- Auteur : George Allan England.
- Publication : 1912.
- Ce roman court est publié de la page 9 à la page 148 de l'anthologie, occupant la moitié de ses pages et faisant de ce récit le plus long de l'anthologie.
- Résumé :

### L'Île amie
- Titre original : Friend Island.
- Auteur : « Francis Stevens », pseudonyme de Gertrude Barrows Bennett.
- Publication : 1918.
- Résumé :

### Trois lignes de vieux français
- Titre original : Three Lines of Old French.
- Auteur : Abraham Merritt.
- Publication : 1919.
- Résumé :

### La Fille dans l'atome d'or
- Titre original : The Girl in the Golden Atom.
- Auteur : Ray Cummings.
- Publication : 1919.
- Résumé :